# Gran Premi de l'Argentina de 1975
Resultats del Gran Premi de l'Argentina de Fórmula 1 de la temporada 1975, disputat al circuit Oscar Alfredo Galvez de Buenos Aires, el 12 de gener del 1975.

## Resultats
| Pos | No | Pilot              | Equip             | Voltes | Temps/ Retirada  | Pos. de sortida | Punts |
| --- | -- | ------------------ | ----------------- | ------ | ---------------- | --------------- | ----- |
| 1   | 1  | Emerson Fittipaldi | McLaren - Ford    | 53     | 1h 39' 26. 2     | 5               | 9     |
| 2   | 24 | James Hunt         | Hesketh - Ford    | 53     | + 5.91 s         | 6               | 6     |
| 3   | 7  | Carlos Reutemann   | Brabham - Ford    | 53     | + 17.06 s        | 3               | 4     |
| 4   | 11 | Clay Regazzoni     | Ferrari           | 53     | + 35.79 s        | 7               | 3     |
| 5   | 4  | Patrick Depailler  | Tyrrell - Ford    | 53     | + 54.25 s        | 8               | 2     |
| 6   | 12 | Niki Lauda         | Ferrari           | 53     | + 1' 19. 65 min. | 4               | 1     |
| 7   | 28 | Mark Donohue       | Penske - Ford     | 52     | + 1 Volta        | 16              |       |
| 8   | 6  | Jacky Ickx         | Lotus - Ford      | 52     | + 1 Volta        | 18              |       |
| 9   | 9  | Vittorio Brambilla | March - Ford      | 52     | + 1 Volta        | 12              |       |
| 10  | 22 | Graham Hill        | Lola - Ford       | 52     | + 1 Volta        | 21              |       |
| 11  | 3  | Jody Scheckter     | Tyrrell - Ford    | 52     | + 1 Volta        | 9               |       |
| 12  | 16 | Tom Pryce          | Shadow - Ford     | 51     | Transmissió      | 14              |       |
| 13  | 23 | Rolf Stommelen     | Lola - Ford       | 51     | + 2 Voltes       | 19              |       |
| 14  | 2  | Jochen Mass        | McLaren - Ford    | 50     | + 3 Voltes       | 13              |       |
| Ret | 8  | Carlos Pace        | Brabham - Ford    | 46     | Motor            | 2               |       |
| NC  | 20 | Arturo Merzario    | Williams - Ford   | 44     | No classificat   | 20              |       |
| Ret | 27 | Mario Andretti     | Parnelli - Ford   | 27     | Transmissió      | 10              |       |
| Ret | 14 | Mike Wilds         | BRM               | 24     | Motor            | 22              |       |
| Ret | 5  | Ronnie Peterson    | Lotus - Ford      | 15     | Motor            | 11              |       |
| Ret | 21 | Jacques Laffite    | Williams - Ford   | 15     | Caixa canvi      | 17              |       |
| Ret | 30 | Wilson Fittipaldi  | Fittipaldi - Ford | 12     | Accident         | 5               |       |
| DSQ | 18 | John Watson        | Surtees - Ford    | 6      | Desqualificat    | 15              |       |
| NVS | 17 | Jean Pierre Jarier | Shadow - Ford     | 0      | Transmissió      | 1               |       |

## Altres
- Pole: Jean-Pierre Jarier 1' 49. 21
- Volta ràpida: James Hunt 1' 50. 910 (a la volta 34)